# Мотофристайл

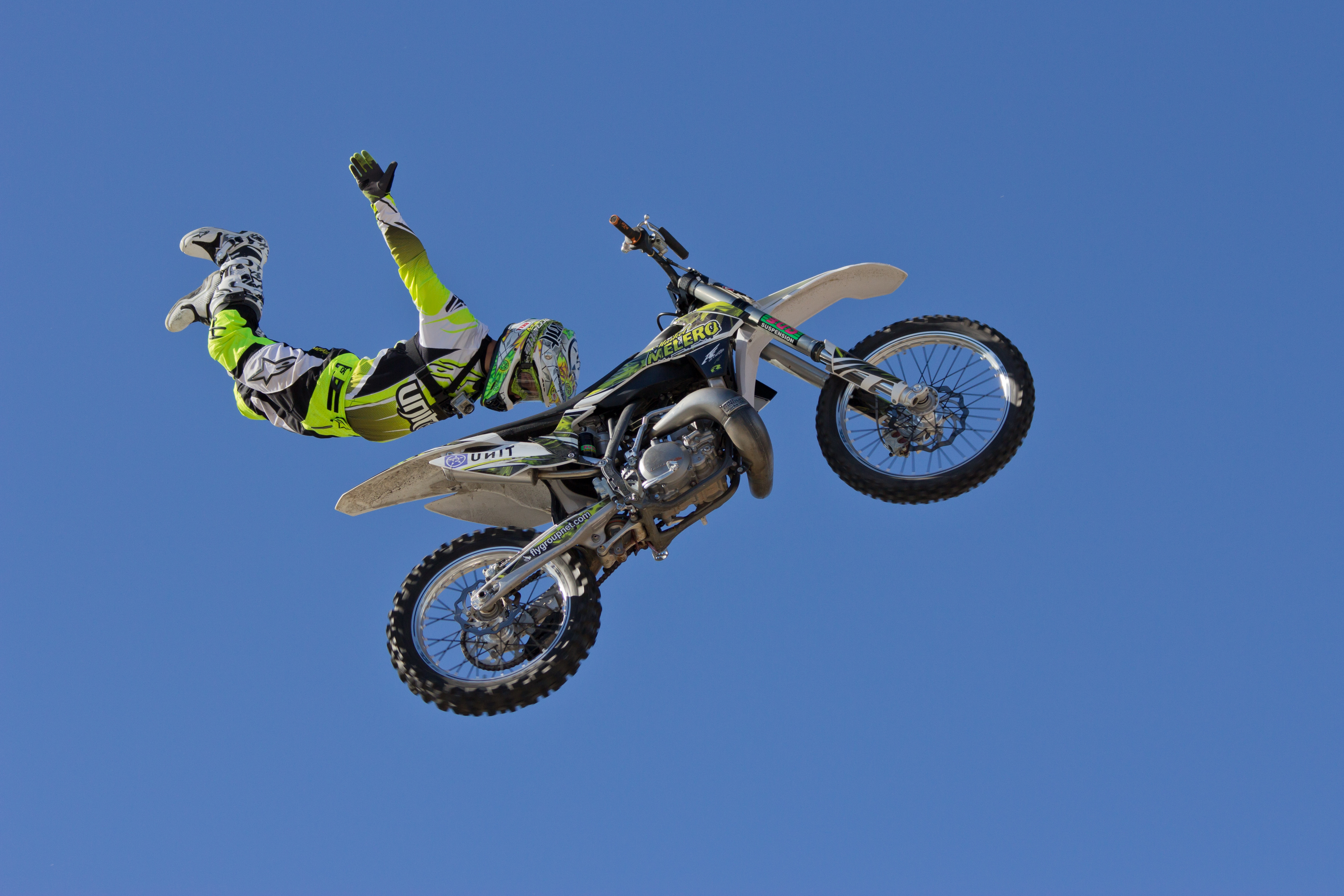
Испанский мотофристайлист Маикель Мелеро выполняет трюк «Скала»

Мотофристайл (англ. Freestyle motocross, Freestyle MX, Moto X, FMX) — это термин, появившийся в 1990-х годах в США, обозначал невероятные прыжки c акробатическими элементами, которые совершали профессионалы во время мотокросса. Сегодня мотофристайл — это молодой вид спорта, в котором спортсмены совершают прыжки со специальных трамплинов, выполняя в полете различные трюки.
Мотофристайл можно разделить на пять основных направлений, по которым проводятся профессиональные соревнования. В их число входят:
1. Мотофристайл (фристайл мотокросс, freestyle motocross) — в этом соревновании у каждого спортсмена есть определенный лимит времени (как правило 2 минуты), за которое он должен выполнить свою программу из серии трюков. Как правило спортсмены стремятся выполнить как можно больше трюков. Обычно их число колеблется в пределах от 10 до 15 за одно выступление.
2. Лучший трюк (Best Trick Contest) — соревнование на лучший трюк. Каждый спортсмен имеет по 2 попытки на выполнение трюка. Трюк может быть один и тот же, или может отличаться. В зачет идет наибольший показатель. В этом соревновании очень существенную роль играет новизна трюка. Если трюк ни разу не выполнялся в истории этого спорта — очень велика вероятность, что он получит максимальную оценку.
3. Прыжки в высоту (Step Up — амер., Highest Air — европ.) — соревнование на прыжки в высоту через планку. Каждый спортсмен имеет 2 попытки на рубеж высоты. Побеждает тот, кто прыгнет выше всех, то есть остается последним осилившим новый рубеж высоты. Как правило, это планка выше 30 футов.
4. Лучший трюк «Whip» (Best Whip Contest) — это соревнование на лучшее выполнение трюка «Whip», который заключается в том, чтобы расположить мотоцикл в полете максимально горизонтально. Кто лучше справляется с этой задачей — тот побеждает.
5. Скорость и стиль (Speed and style — амер., Race and Style — Европ.) — это одновременный заезд двух спортсменов по кроссовой трассе. В зачет идет как время прохождения трассы, так и количество и качество трюков, выполненных на трассе. Большой перевес в сложности трюков или во времени прохождения трассы приносит победу.
6.Фри-райдинг (Freeriding) — это заезд райдеров на открытой гористой местности. Этот вид мотофристайла стоит особняком, так как здесь нет трасс и нет судей. Есть лишь холмы, горы и поля, в общем, состязание спортсмена с природой на открытой местности.
Судейство. Судейство в мотофристайле, как правило, осуществляется по 5-6 критериям, по каждому из которых есть определенный судья:
Самые известные соревнования по мотофристайлу: Red Bull X-Fighters World Tour, X Games, FIM FMX World Championship Night of the Jumps, Navy Moto X World Championship, Dew Action Sports Tour, Gravity Games, Masters of Dirt